# Banket van Nyköping

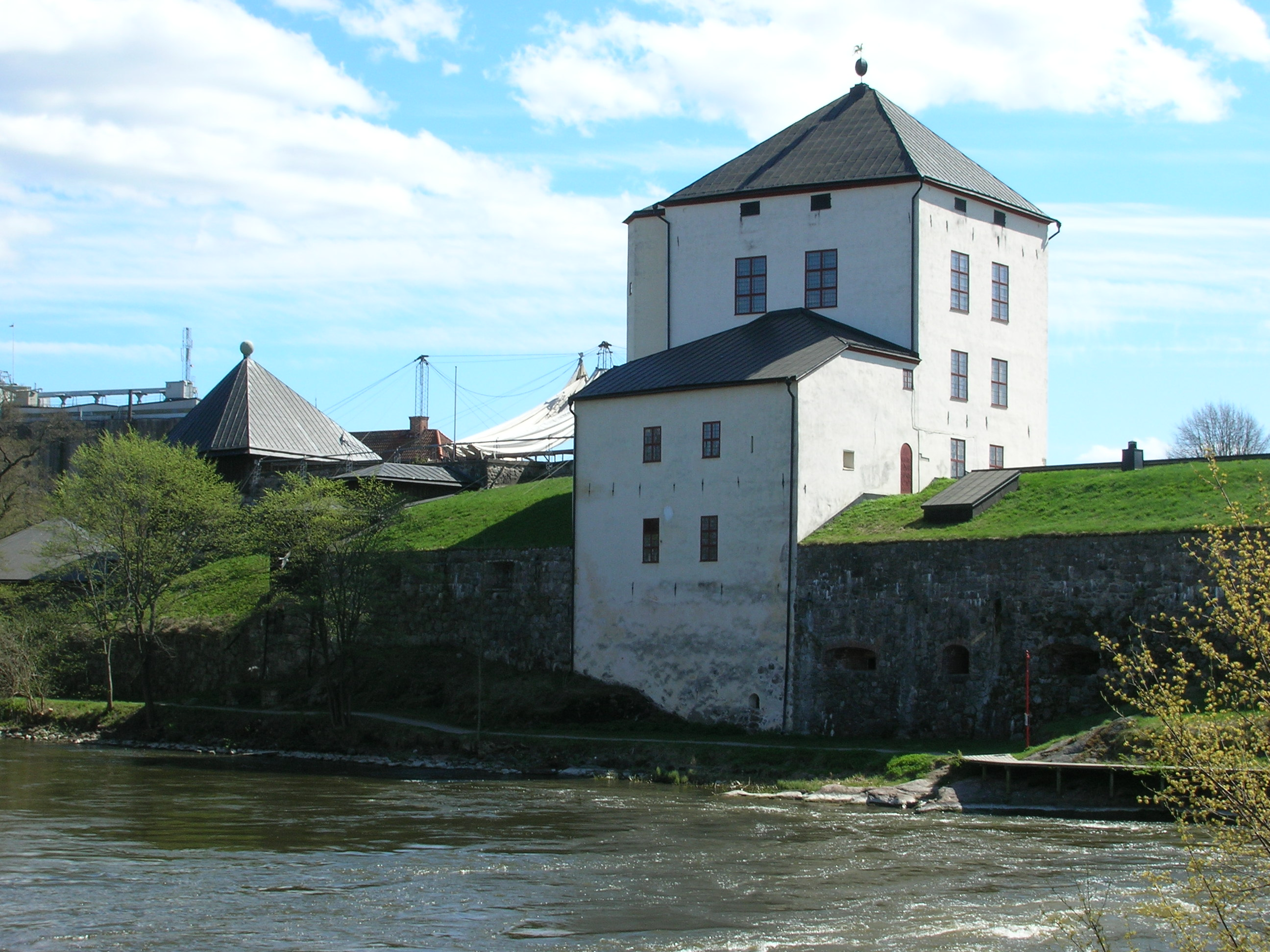
De ruïnes van het kasteel van Nyköping

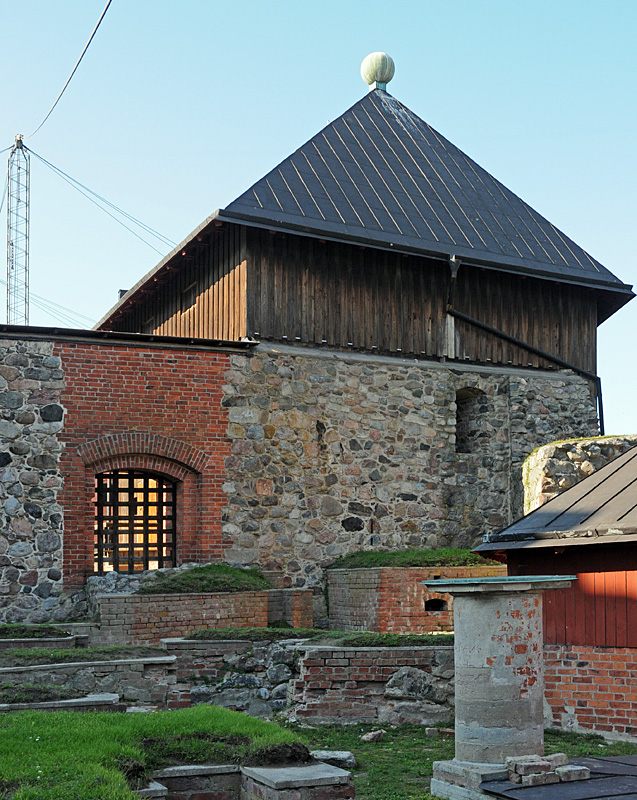
Gevangenistoren

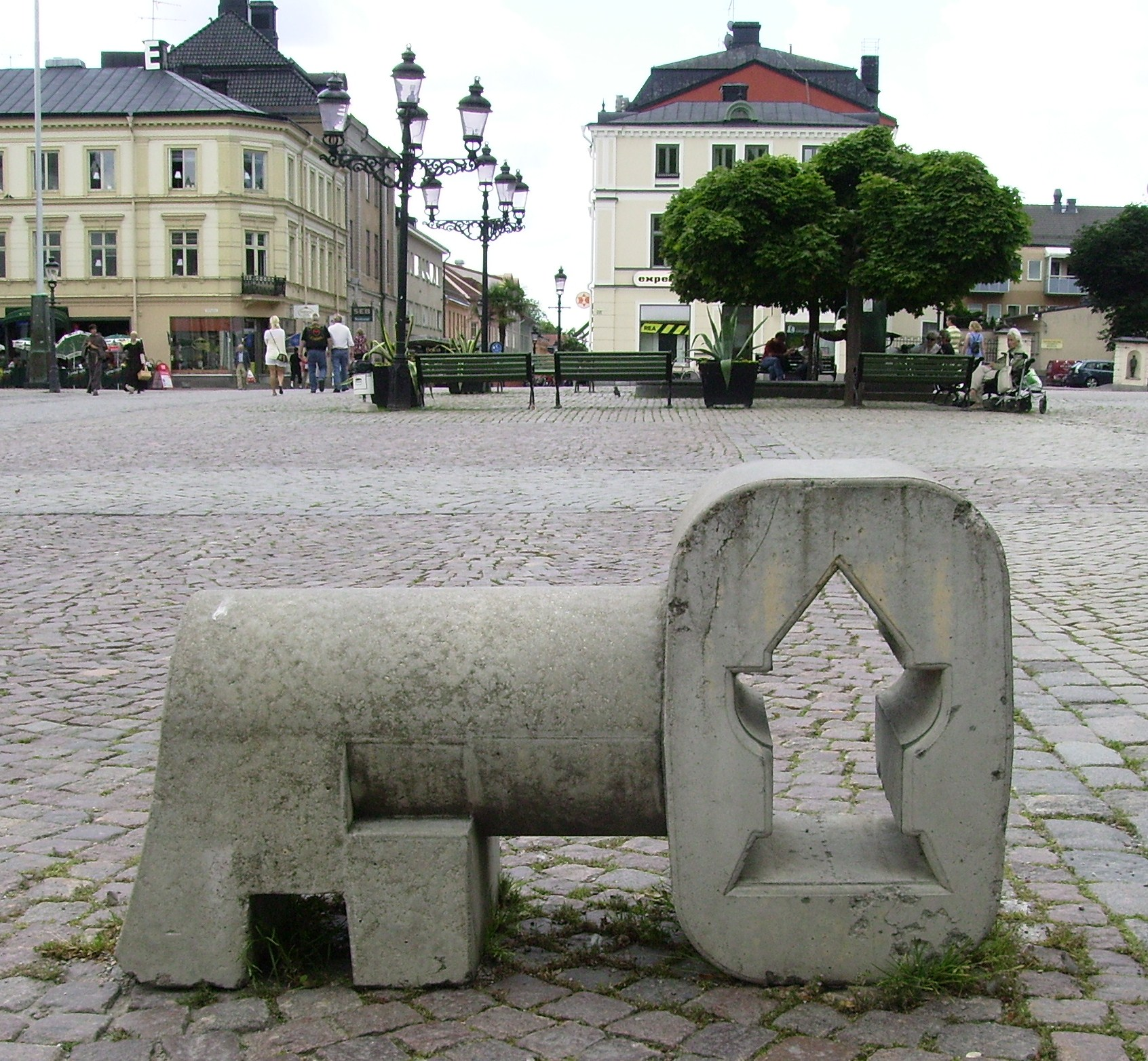
Gästabudsnyckeln, een symbool van de stad Nyköping. Dit was de sleutel van de kerker die koning Birger in de rivier gooide.

Het Banket van Nyköping (Zweeds: Nyköpings gästabud) was een kerstfeestviering van koning Birger I van Zweden in de nacht van 10 op 11 december 1317 in het kasteel van Nyköping. Onder de gasten waren twee broers van de koning,  de hertogen Waldemar en Erik Magnusson, die later die avond door de koning gevangengenomen werden.

## Verloop
Waldemar en Erik hadden al eerder een staatsgreep tegen hun broer willen plegen (tijdens de Håtunaspelen). Na een tussenkomst van zowel de Deense en Noorse koningen werd een overeenkomst gesloten in 1310 waarbij Zweden onder de drie broers werd verdeeld.
Zeven jaar later werden de hertogen Waldemar en Erik uitgenodigd als een teken van de nieuwe goede verstandhoudingen om het kerstfeest te vieren met koning Birger en zijn koningin Marta op kasteel Nyköping.
Het gevolg van de twee hertogen werd niet in het kasteel gelaten, maar moest zich ophouden in de stad Nyköping omdat er te weinig ruimte binnen het kasteel zou zijn. Nadat beide hertogen naar bed waren gegaan, arriveerde de drost van de koning, Johan von Brunkow, met een krijgsmacht van kruisboogschutters die de twee in de boeien sloegen. De volgende ochtend werden de volgelingen van de twee hertogen ook ingesloten. Volgens de Kronieken van Erik was koning Birger aanwezig bij de arrestatie, en herinnerde hen aan de Håtunaspelen.
De twee hertogen werden in de kerker van het kasteel opgesloten. Koning Birger had echter de politieke situatie in het land verkeerd ingeschat. Een opstand tegen Birger brak uit in 1318, waarna hij volgens de overlevering de sleutel van de kerker in de rivier gooide. Hij was gedwongen om naar Gotland te vluchten. Al snel moest hij zijn vlucht vervolgen naar Denemarken.
Het is niet duidelijk hoe ze stierven. Misschien werden ze vermoord, misschien kwamen ze om door honger. De testamenten die de hertogen lieten optekenen in de kerkers op 18 januari 1318 zijn bewaard gebleven.

## Nasleep
Een grote middeleeuwse sleutel werd bij opgravingen in de omgeving van het Kasteel in de 19e eeuw gevonden, wat de mogelijkheid open laat dat dit inderdaad die befaamde sleutel was die weg was gegooid door koning Birger.
De drie jaar oude zoon van Erik Magnusson, genaamd Magnus, werd in 1319 tot koning verkozen bij de Stenen van Mora in Uppland. De zoon van koning Birger, Magnus Birgersson (de eigenlijke troonopvolger) weerde de krijgslegers die kasteel Nyköping probeerde in te nemen, maar Magnus werd verslagen en vluchtte samen met de drost Brunkow. Ze werden daarna verslagen in een open zeeslag en gevangengenomen en daarna geëxcuteerd in 1320. De verstoten koning Birger overleed in 1321 in ballingschap in Denemarken.
De enige overlevende van de Zweedse Koninklijke familie , waren alleen nog de oude koningin moeder Helvig van Holstein (vrouw van Magnus I van Zweden), de verbannen koningin Martha, en de jonge koning Magnus Eriksson, zoon van de overleden hertog Erik.